# ЦНИИчермет имени И. П. Бардина
ЦНИИчермет имени И. П. Бардина — ведущий научно-исследовательский институт черной металлургии, занимающийся разработками в области металловедения, металлургической технологии и физики металлов.
Государственный научный центр ФГУП «Центральный научно-исследовательский институт имени И. П. Бардина» (ЦНИИчермет им. И. П. Бардина) расположен по адресу: 105005, Москва, ул. Радио 23/9, стр. 2.

## История
ЦНИИчермет им. И. П. Бардина создан в 1944 году Постановлением Государственного Комитета Обороны СССР на базе его предшественников:
- Научно-исследовательского института качественных сталей и ферросплавов, созданного в 1939 году в Москве
- Днепропетровского физико-технического института,эвакуированного в Магнитогорск
- Лаборатории прокатки и прокатного оборудования, созданной в 1935 году в Москве
- Отдела металлургической теплотехники и
- Экспериментального цеха.

Инициатива создания института принадлежит И. П. Бардину, он же и стал первым директором института.
С 1995 года ЦНИИЧермет им. И. П. Бардина имеет статус государственного научного центра.
С 2005 года институт находится в ведении Министерства промышленности и торговли Российской Федерации.
В 2022 году на территории НИИ был открыт культурно-деловой комплекс "Суперметалл".

## Достижения
Благодаря наработкам института созданы новые подотрасли отечественной металлургии: порошковая, металлургия прецизионных сплавов и спецсталей, ферросплавов.
ЦНИИчермет им. И. П. Бардина разработал новые сплавы, композитные материалы, технологии и процессы (кислородно-конвертерную плавку, внепечное очищение стали, непрерывную разливку стали и др.).
Институт разработал и внедрил в производство 500 марок сталей и сплавов и 300 прецизионных сплавов.
Ученые института создали теории мартенситных, фазовых превращений, высокопрочных состояний стали и др.
ЦНИИчермет им. И. П. Бардина является правообладателем 74 патентов на изобретения и 5500 технических условий.
Трудами ученых созданы ОАО «Тулачермет», Китайский ЦНИИчермет в г. Пекине и Индийский металлургический центр в г. Ранчи.

## Основные направления деятельности
Институт развивает технологии металлургии, создает новые конструкционные стали, порошковые и аморфные металлические материалы, ультрамелкозернистые материалы, наноматериалы и др.
Сегодня на крупнейших предприятиях страны ЦНИИчермет им. И. П. Бардина решает задачи по техническому перевооружению производств и повышению качества и конкурентоспособности металлопродукции. Разрабатывает технологические процессы металлургического производства. Определяет качество металлопродукции. Проводит химические анализы, механические испытания, металлографические исследования. Определяет физические и физико-химические свойства продукции и материалов.

## Инжиниринг
Научно-инжиниринговый центр (Уральское отделение, Екатеринбург и Орск) создан в 2019 году как структурное подразделение ЦНИИчермет им. И. П. Бардина. В Научно-инжиниринговом центре (НИЦ) работают 40 специалистов по конструированию металлургического оборудования. При разработке проектов оборудования НИЦ взаимодействует с научными центрами ЦНИИчермет им. И. П. Бардина. Они разрабатывают технологические процессы металлургического производства и обеспечивают полный комплекс работ по созданию нового оборудования с технологией производства.

## Испытательный центр «Металлтест»
В составе аккредитованного Испытательного центра (входит в ЦНИИчермет им. И. П. Бардина) — лаборатории, занимающиеся химическим анализом, механическими испытаниями и металлографическими исследованиями. Также имеются дополнительные возможности для определения физических и физико-химических свойств и параметров материалов и определения коррозионной стойкости.

## Стандартизация
На базе Центра стандартизации и сертификации металлопродукции (ЦССМ) в соответствии с приказом Росстандарта действуют технические комитеты: национальный технический комитет по стандартизации ТК 372 «Редкие и редкоземельные металлы», национальный технический комитет по стандартизации ТК 375 «Металлопродукция из черных металлов и сплавов» и Межгосударственный технический комитет МТК 120 «Чугун, сталь, прокат».

## Образовательная деятельность
В институте издается журнал «Проблемы чёрной металлургии и материаловедения».
Работают аспирантура, докторантура, два диссертационных совета.
Центр переподготовки и повышения квалификации (ЦППК) организует профильное профессиональное образование и проводит набор слушателей на курсы повышения профессиональной квалификации инженерно-технических и управленческих специальностей. Программы повышения квалификации разработаны ведущими учёными, экспертами и специалистами металлургической отрасли с учетом мировых тенденций и передовых научных разработок.

## Структура
В состав ЦНИИчермет им. И. П. Бардина входят 12 научно-исследовательских центров, в т.ч.
- Научно-производственный центр порошковой металлургии (НПЦПМ)
- Научный центр качественных сталей (НЦКС)
- Научный центр физико-химических основ и технологий металлургии (НЦФХО)
- Научный центр прецизионных сплавов и специальных материалов (НЦПССМ)
- Научный центр металлургических технологий (НЦМТ)
- Научный центр комплексной переработки сырья им. Н. П. Лякишева (НЦКП)
- Научный центр металловедения и физики материалов (НЦМФМ)] (бывший Институт металловедения и физики металлов им. Г. В. Курдюмова)[3]

Ранее в составе ЦНИИчермет были Институт металлургических проблем, Институт ферросплавов, Институт стандартных образцов, Экспериментальный завод.
Сегодня в институт входят:
- Центр экспортного контроля
- Центр стандартизации и сертификации металлопродукции (ЦССМ)

Работают 5 отделений (филиалов) ЦНИИчермет им. И. П. Бардина: Новокузнецкое, Магнитогорское, Южное, Липецкое и Уральское.

## Сотрудники

### Учёные-металлурги
За всю историю института здесь трудилось около 500 научных работников: академики, доктора и кандидаты наук. 175  ученых удостоены государственных наград и премий. В институте сохраняется преемственность научной мысли и опыта — развиваются 5 научных школ.

### Руководство
С 4 сентября 2017 генеральный директор — Семёнов, Виктор Владимирович
В разное время институтом руководили: И. П. Бардин (1944-1960),  И. Н. Голиков, Н. П. Лякишев (1975—1987), Б. В. Молотилов, В. И. Маторин, М. Г. Исаков, Е. Х. Шахпазов , Косырев, Константин Львович.

## Награды
- Орден Трудового Красного Знамени (1969).
- Орден Труда (Чехословакия).
- Почётный знак Российской Федерации «За успехи в труде» (1 мая 2024 года) — за большой вклад в развитие отечественной промышленности и достигнутые высокие показатели в производственной деятельности[6].

## См также
- Институт чёрной металлургии НАН Украины